# Cyprinus carpio haematopterus
Cyprinus carpio haematopterus is een ondersoort van de straalvinnige vissen uit de familie van de eigenlijke karpers (Cyprinidae). De wetenschappelijke naam van de soort is voor het eerst geldig gepubliceerd in 1876 door Martens.
De koi, de nationale vis van Japan, zijn waarschijnlijk gedomesticeerde hybriden van  C.C. haematopterus en andere ondersoorten van de karper.